# Парона
Парона (итал. Parona) — коммуна в Италии, находится в регионе Ломбардия, подчиняется административному центру Павия.
Население составляет 1888 человек, плотность населения составляет 210 чел./км². Занимает площадь 9 км². Почтовый индекс — 27020. Телефонный код — 0384.
Покровительницей коммуны почитается Пресвятая Богородица, празднование 16 июля.